# Гонсалвиш, Бенту Антониу
Бе́нту Анто́ниу Гонса́лвиш (порт. Bento António Gonçalves; 2 марта 1902, деревня Монталегре, фрегезия Фиайнш-ду-Риу — 11 сентября 1942, концлагерь Таррафал, Острова Зелёного Мыса) — португальский политический деятель, активист рабочего и коммунистического движения, генеральный секретарь Коммунистической партии Португалии с 1929 по 1942 год.
В 1915 году окончил начальную школу, после чего начал работать токарем в Лиссабоне. Два года спустя, в 1917 году, стал учеником токаря-станочника, в 1919 году устроился работать токарем-станочником на военно-морскую верфь. В 1922 году поступил на службу в ВМФ и год спустя прошёл там начальный курс навигации. В 1924 году был отправлен в Португальскую Анголу, где работал токарем-станочником в железнодорожной компании в Луанде.
С юных лет участвовал в рабочем революционном движении, вёл интенсивную деятельность в качестве профсоюзного активиста, во время пребывания в Анголе пытался организовать «профсоюз работников Луанды». Вернувшись в Лиссабон в 1926 году, вступил в ряды профсоюза работников ВМФ, через год впервые посетил Москву в составе португальской делегации, прибывшей в СССР по случаю десятилетия Октябрьской революции. В сентябре 1928 года вступил в ряды Коммунистической партии Португалии, активно участвовал в её реорганизации 1929 году и в том же году был избран сначала в предварительный состав её центрального комитета, затем — её генеральным секретарём.
В 1930 году был арестован политической полицией ПИДЕ и депортирован на Азорские острова, затем, спустя год, — на Кабо-Верде; находясь в заключении, продолжал нелегально руководить партией.
В 1933 году был выпущен на свободу, после чего вернулся в Португалию, ушёл в подполье и вновь приступил к работе в качестве генерального секретаря партии. В том же году совершил поездку в Мадрид, где установил контакты с Коминтерном и Коммунистической партией Испании. В 1935 году возглавлял португальскую делегацию на VII конгрессе Коммунистического Интернационала в Москве. Вскоре после возвращения, в конце 1935 года, был арестован вместе с двумя другими членами Секретариата компартии — Жозе де Соуза и Жулио Фогаша. Он был доставлен в тюрьму на Азорских островах и предан там военному суду за свою коммунистическую деятельность.
В самом конце 1935 или начале 1936 года Гонсалвиш был переведён в концлагерь Таррафал на Кабо-Верде, где в 1942 году он, по разным данным, или умер от болезни, или умер под пытками охранников.